# روماريو بينزار
روماريو بينزار (بالرومانية: Romario Benzar)‏ (26 مارس 1992 بتيميشوارا في رومانيا - ) هو لاعب كرة قدم روماني في مركز الوسط. شارك مع منتخب رومانيا تحت 17 سنة لكرة القدم ومنتخب رومانيا تحت 19 سنة لكرة القدم ومنتخب رومانيا تحت 21 سنة لكرة القدم ومنتخب رومانيا لكرة القدم. أما مع النوادي، فقد لعب مع نادي ستيوا بوخارست ونادي فيتورول كونستانتا.

## وصلات خارجية
- روماريو بينزار على موقع الاتحاد الأوربي (الإنجليزية)
- روماريو بينزار على موقع قاعدة بيانات كرة القدم.إي يو (الإنجليزية)
- روماريو بينزار على موقع ناشيونال فوتبول تيمز (الإنجليزية)
- روماريو بينزار على موقع Soccerway.com (الإنجليزية)
- روماريو بينزار على موقع عالم كرة القدم.نت (الإنجليزية)